# Radusz (województwo zachodniopomorskie)
Radusz (dawniej niem. Burghof) – wieś w Polsce położona w województwie zachodniopomorskim, w powiecie szczecineckim, w gminie Grzmiąca.
Przez wieś przepływa struga Radusza.